# Socialistische Republiek Bosnië en Herzegovina
De Socialistische Republiek Bosnië en Herzegovina (Servo-Kroatisch: Socijalistička Republika Bosna i Hercegovina/Социјалистичка Република Босна и Херцеговина) of SR Bosnië en Herzegovina was een deelstaat van de voormalige socialistische federatie Joegoslavië. De staat in Bosnië en Herzegovina werd in 1943 uitgeroepen door het antifascistische verzet ten tijde van de Tweede Wereldoorlog in het kasteel van Mrkonjić Grad nabij Jajce in het westen van Bosnië.
Bosnië-Herzegovina was een afzonderlijke deelstaat binnen de Joegoslavische federatie. Dat was een belangrijk verschil met de staatsinrichting onder het koninkrijk Joegoslavië zoals dat tot de Duitse inval in 1941 had bestaan. Dat stond (tot 1929 ook officieel) bekend als het "Koninkrijk van Serviërs, Kroaten en Slovenen", een aanduiding waarmee allerlei regionale en (sub-)nationale nuances werden miskend.
Bosnië en Herzegovina · Kroatië · Macedonië · Montenegro · Servië (Kosovo · Vojvodina) · Slovenië